# IPhone XS/XS Max
iPhone XS / XS Max（アイフォーン テンエス / アイフォーン テンエス マックス）は、Appleが開発・販売していたスマートフォンである。

## 概要
iPhone XS / XS Maxは、2018年9月12日（現地時間）、アメリカ・カリフォルニア州クパチーノのSteve Jobs Theaterで初開催された、Apple Special Eventで発表された。
2018年9月14日から予約受付を開始し、2018年9月21日に発売された。
2019年9月10日、後継モデルiPhone 11 Pro/11 Pro Maxの発表に伴い、iPhone 7/7 Plusと共にApple Storeでの販売を終了。
2024年6月11日にWWDC24より発表されたiOS 18において、iPhone XS/XS Max・iPhone XRもサポート対象となった。これにより歴代最長のサポート期間7年を記録したiPhone 6s/6s Plusに肩を並べることになった。
2025年6月9日にWWDC25で発表されたiOS 26へは、iPhone XRと共にサポート対象外された。
2025年6月24日より、マイナンバーカード搭載機能が実装された。

### 仕様
前世代のiPhone Xとデザインは似ている（ホームボタンが無いなど）が、耐水・防塵は前世代よりも向上したIP68等級を有している。また、SoCにはTSMCの7ナノメートル FinFETプロセスで製造されるApple A12 Bionicが採用。
高音質コーデックであるEnhanced Voice Services（EVS-WB）に対応している。
Taptic Engineの振動により、ハプティクスが提供され、3D Touchを引き続き採用している。尚、iPhone 6s/6s Plusで初登場した3D Touchを採用する最後のiPhoneである。
XS MaxはXSと同じスペックだが、ディスプレイサイズがXSが5.8インチなのに対しXS Maxは6.5インチであるほか、XS MaxはXSよりも大容量のバッテリーを搭載している。
iPhoneとしては初めて、ビデオ撮影時のステレオ録音に対応している。また、iPhoneシリーズでは初のストレージ512GBモデルを発売している。
iPhone Xと同様のステンレス製フレームを採用しており、無着色のシルバーに加え、ゴールド、スペースグレイはPVD着色プロセスという特殊な方法によって着色されている。
XSとXS Maxは、iPhoneとしては初めてデュアルSIM（nanoSIMとeSIM）に対応し、デュアルSIMデュアルスタンバイ（DSDS）を利用できる。また、中華人民共和国、香港、マカオ版のXS MaxにはデュアルSIMスロットが搭載され、eSIMは使用できない。XSは香港、マカオ版ではeSIMが使用できるが、中国本土版では使用できない。
XSの技適番号は003-180166、XS Maxの技適番号は003-180167。
データ通信での最大受信速度は、NTTドコモのPREMIUM 4Gで844Mbps、KDDIでは818.5Mbps、ソフトバンクでは676Mbps、に対応する。NTTドコモでは、受信実効速度は120Mbps～234Mbps、送信実効速度は15Mbps～37Mbpsと発表している。

## 急速充電（PD充電）の仕様
iPhone XS/XS Maxを急速充電するにはApple USB-C - Lightningケーブルと18W、20W、29W、30W、61W、67W、87W、96W、140WのApple USB Type-C電源アダプタを使用する必要がある。急速充電を行うと30分で50%まで充電できるが、18Wを超えるAppleUSB Type-C電源アダプタを使用しても18W電源アダプタと同じ出力になる。iMacのUSB Type-Cポートでは15Wでの急速充電が出来る他、MacのUSB Type-AポートでもUSB PDより遅い10Wで急速充電ができる。

## 付属品
- EarPods with Lightning Connector[注 2]
- Lightning - USBケーブル
- 5W USB電源アダプタ
- マニュアル